# Joseba Garmendia
Joseba Garmendia Elorriaga (Basauri, 4 ottobre 1985) è un ex calciatore spagnolo, di ruolo centrocampista.

## Carriera
Ha giocato 45 partite nella prima divisione spagnola con l'Athletic Bilbao. In carriera ha anche giocato 81 partite nella seconda divisione spagnola.